# Rosen-Seitling
Der Rosen-Seitling, Rosa Seitling oder Flamingo-Seitling (Pleurotus djamor, syn. Pleurotus salmoneostramineus) ist ein Blätterpilz aus der Familie der Seitlingsverwandten. Er besiedelt verletztes oder abgestorbenes Holz und bildet rosafarbene Fruchtkörper aus, die vor allem in Ostasien als Speisepilze beliebt sind.

## Merkmale

### Makroskopische Merkmale
Der Rosen-Seitling bildet büschelig oder dachziegelartig übereinander wachsende Fruchtkörper aus, die aus der Rinde des befallenen Baumes ragen. Die fächerförmigen, konvexen oder flachen Hüte erreichen ein Ausmaß von 20–50 × 30–70 mm (Breite × Länge) und sind rosa, weiß oder hellgrau. Sie verfügen über eine trockene Oberfläche, die sich samtig oder filzig anfühlt, sowie ein dünnes, zartes Pilzfleisch, das jedoch einen scharfen, beißenden Geruch hat.
Die Hüte sind an einem gemeinsamen, nur rudimentär ausgebildeten Stiel angewachsen, der eine weiße Farbe, sowie eine filzige Oberfläche hat. Die gelblichen oder rosafarbenen Lamellen des Rosenseitlings sind herablaufend, verhältnismäßig breit, etwa 4–8 cm lang und engstehend. Sein Sporenabdruck ist beige. Der Pilz verfügt zunächst über ein longitudinales Myzel, das von verzweigten Rhizomorphen bedeckt wird und im Alter oft wollig ist und oberirdisch verläuft. Die Pilzfäden sind anfangs weiß, nehmen jedoch einen rosa Farbton an.

### Mikroskopische Merkmale
Die Pilzsporen des Rosenseitlings sind glatt, zylindrisch und messen 6,0–9,0 × 1,5–3,0 µm. Seine Trama ist dimitisch, er verfügt über Cheilozystiden, nicht jedoch über Pleurozystiden. Die Hyphen des Pilzes verfügen über Schnallen.

## Ökologie
Das natürliche Substrat des Rosenseitlings sind vor allem Harthölzer wie Palmen, Gummibäume und Bambus in den Tropen und Subtropen, wo er weit verbreitet ist. Er zersetzt den Ligninanteil des Holzes und verursacht so Weißfäule. Dabei ist er auf verhältnismäßig hohe Temperaturen von 20–30 °C angewiesen sowie auf einen relativen Feuchtigkeitsgehalt der Luft von 95–100 %.

## Verbreitung
Der Rosenseitling kommt in den Tropen und Subtropen Amerikas und Asiens vor. Sein Verbreitungsgebiet umfasst Süd- und Lateinamerika, Südostasien, Hawaii, Japan und die Antillen.

## Systematik
Für den Rosenseitling wurden folgende Varietäten und Formen beschrieben:
| Varietät oder Form            | Erstbeschreibung                      | Bemerkung                  |
| ----------------------------- | ------------------------------------- | -------------------------- |
| P. djamor f. calyptratus      | (Lindblad ex Fr.) R.H. Petersen(2002) | Auch Pleurotus calyptratus |
| P. djamor var. cyathiformis   | Corner (1981)                         |                            |
| P. djamor var. fuscopruinosus | Corner (1981)                         |                            |
| P. djamor var. fuscoroseus    | Corner (1981)                         |                            |
| P. djamor var. roseus         | Corner (1981)                         |                            |
| P. djamor var. terricola      | Corner (1981)                         |                            |

## Bedeutung
Der Rosenseitling gilt mit seinem an Speck oder Lachsschinken erinnernden Aroma als exquisiter Speisepilz und wird vor allem in Asien kultiviert. Besonders in Japan hat die Zucht dieses Pilzes eine lange Tradition, wobei Baumstümpfe und Holzbalken als Substrat genutzt wurden. Geeignete Nährböden sind unter anderem das Sägemehl von Rotbuche, Weide, Pappel, oder Erle.